# 许传播
许传播（1944年—），男，辽宁新宾人，中华人民共和国政治人物，现任中国煤炭工业协会副会长、党委副书记，中国煤矿文化艺术联合会主席。